# Gerardo di Cleves-Mark
Gerardo di Cleves-Mark, in tedesco Gerhard von der Mark zu Hamm (1378 circa – 12 settembre 1461), fu conte reggente di Mark dal 1430 fino alla sua morte.

## Origine
Secondo il WERNHERI TESCHENMACHERI AB ELVERFELDT ANNALES CLIVIAE, JULIAE, Teodorico, era il figlio secondogenito di Adolfo conte di Kleve (Adolfo I) e futuro conte della contea di Mark (Adolfo III), e della moglie, Margherita di Berg (uxor Margaretha Montana), che secondo il documento nº 684 del Urkundenbuch für die Geschichte des Niederrheins, Volume 3, datato dicembre 1368, era sorella di Guglielmo II, conte di Ravensberg e conte di Berg(Margareta des vurg. greuen Wilhelms suster, ouch greuinne der vurgenanten lande), quindi figlia del conte di Ravensberg e conte di Berg, Gerardo e della moglie, Margherita di Ravensberg che, secondo il documento n° XCIV del Ravensberg Codex era figlia del conte di Ravensberg, Ottone IV e della moglie, Margherita di Berg, erede della contea di Berg.

Secondo la Chronica Comitum de Marka, Adolfo conte di Kleve (Adolfo I) e futuro conte della contea di Mark (Adolfo III), era il figlio secondogenito del conte di Mark, Adolfo II e della moglie, Margherita di Kleve, figlia del conte di Kleve, Teodorico VIII e di Margherita di Gheldria, che era sorella del Conte di Gheldria, Rinaldo II, e figlia del Conte di Gheldria, Rinaldo I e di Margherita Dampierre o di Fiandra.

## Biografia
Gerardo fin da giovane fu avviato alla carriera ecclesiastica.
Suo zio, il conte di Mark, Engelberto III, morì di peste nel castello di Wetter, nel 1391, e fu sepolto nella chiesa del monastero di Fröndenberg.
Dopo la morte di Engelberto III, dato che aveva solo una figlia, suo padre, Adolfo I conte di Kleve, gli succedette, nella Contea di Mark, come Adolfo III.
Suo padre, Adolfo morì nel 1394; il WERNHERI TESCHENMACHERI AB ELVERFELDT ANNALES CLIVIAE, JULIAE riporta l'epitaffio che si trova sulla sua tomba nella chiesa dell'Assunzione di Maria di Kleve.
Sempre secondo il WERNHERI TESCHENMACHERI AB ELVERFELDT ANNALES CLIVIAE, JULIAE, lasciò la contea di Kleve, al figlio primogenito, Adolfo, mentre nella Contea di Mark gli succedette il figlio secondogenito, Teodorico, associato al terzogenito, Gerardo.
Suo fratello, Teodorico, morì all'età di 24 anni; morì in battaglia a Elberfeld, nel marzo del 1398. La sua tomba si trova nella collegiata di Hörde.
Dato che Teodorico non aveva discendenza, nella contea di Mark, gli succedette il fratello maggiore, Adolfo, come Adolfo IV, con associato il fratello minore, Gerardo, il quale, seguendo la sua carriera ecclesiastica, dal 1403 al 1417 fu prevosto nel Duomo di Xanten, e tra il 1414 ed il 1416 fu anche come canonico nella cattedrale di Colonia.
Gerardo reclamava al fratello, Adolfo, parte dell'eredità di suo padre nella contea di Mark, e, dal 1413, non si accontentò più di alcune gratificazioni, ma, con l'ausilio di cavalieri e delle città di Brandeburgo, tentò di conquistare la Contea di Mark; dopo che Adolfo nel 1417, era stato riconosciuto duca di Kleve, dal re di Germania, Sigismondo di Lussemburgo (vedi documento n° LXXVII del Codex Diplomaticus del WERNHERI TESCHENMACHERI AB ELVERFELDT ANNALES CLIVIAE, JULIAE), Gerardo rinunciò alla carriera ecclesiastica, per rivendicare, con più veemenza ciò che il padre gli aveva lasciato; nel 1321, anche il Papa Martino V, secondo il WERNHERI TESCHENMACHERI AB ELVERFELDT ANNALES CLIVIAE, JULIAE appoggiò le richieste di Gerardo, senza risultato. 
Ottenuto il sostegno dell'arcivescovo di Colonia Dietrich II von Moers, al quale promise alcuni territori, Gerardo entrò in guerra contro Adolfo, con alterne fortune; nel 1430 i fratelli fecero pace, e, con l'accordo del 30 agosto 1430, a Gerardo fu concessa la proprietà della contea per sei anni e, dopo la scadenza del 27 luglio 1437, gli fu concessa a vita, salvo ritorno al duca di Cleve, dopo la sua morte; a Gerardo fu concesso il titolo di conte reggente di Mark.
Dopo la morte del fratello, avvenuta nel settembre 1448, Gerardo continuò a dividere il governo della contea di Mark, con il nipote, il duca Giovanni I di Kleve
Con la morte di Gerardo, senza eredi legittimi nel 1461, la contea di Mark passò al nipote duca Giovanni I di Kleve, che unì la contea al ducato di Kleve in unione personale.
Gerardo fu sepolto nella cappella del monastero di Sant'Agnese ad Hamm, da lui fondato.

## Discendenza
Non risulta che Gerardo si fosse mai sposato e di lui non si conosce alcuna discendenza legittima.

## Ascendenza
|                          |                       |                            | Genitori                 |  |  | Nonni |  |  | Bisnonni                  |  |  | Trisnonni                 |  |
|                          |                       |                            |                          |  |  |       |  |  | Engelberto II de la Marca |  |  | Eberardo I, conte di Mark |  |
|                          |                       |                            |                          |  |  |       |  |  | Engelberto II de la Marca |  |  | Eberardo I, conte di Mark |  |
|                          |                       | Ermengarda di Berg         |                          |  |  |       |  |  | Engelberto II de la Marca |  |  |                           |  |
| Adolfo II di Mark        |                       |                            |                          |  |  |       |  |  | Engelberto II de la Marca |  |  |                           |  |
|                          |                       | Matilde d'Arenberg         | Giovanni d'Arenberg      |  |  |       |  |  |                           |  |  |                           |  |
|                          |                       | Matilde d'Arenberg         | Giovanni d'Arenberg      |  |  |       |  |  |                           |  |  |                           |  |
|                          |                       | Matilde d'Arenberg         | Caterina di Jülich       |  |  |       |  |  |                           |  |  |                           |  |
| Adolfo III di Mark       |                       | Matilde d'Arenberg         |                          |  |  |       |  |  |                           |  |  |                           |  |
|                          |                       | Teodorico VII di Kleve     | Teodorico VI di Kleve    |  |  |       |  |  |                           |  |  |                           |  |
|                          |                       | Teodorico VII di Kleve     | Teodorico VI di Kleve    |  |  |       |  |  |                           |  |  |                           |  |
|                          |                       | Teodorico VII di Kleve     | Margherita d'Asburgo     |  |  |       |  |  |                           |  |  |                           |  |
| Margherita di Kleve      |                       | Teodorico VII di Kleve     |                          |  |  |       |  |  |                           |  |  |                           |  |
|                          |                       | Margherita di Gheldria     | …                        |  |  |       |  |  |                           |  |  |                           |  |
|                          |                       | Margherita di Gheldria     | …                        |  |  |       |  |  |                           |  |  |                           |  |
|                          |                       | Margherita di Gheldria     | …                        |  |  |       |  |  |                           |  |  |                           |  |
| Gerardo di Cleves-Mark   |                       | Margherita di Gheldria     |                          |  |  |       |  |  |                           |  |  |                           |  |
|                          | Guglielmo I di Jülich | Gerardo VI di Jülich       |                          |  |  |       |  |  |                           |  |  |                           |  |
|                          | Guglielmo I di Jülich | Gerardo VI di Jülich       |                          |  |  |       |  |  |                           |  |  |                           |  |
|                          | Guglielmo I di Jülich | Elisabetta di Brabante     |                          |  |  |       |  |  |                           |  |  |                           |  |
| Gerardo di Berg          | Guglielmo I di Jülich |                            |                          |  |  |       |  |  |                           |  |  |                           |  |
|                          |                       | Giovanna di Hainaut        | Guglielmo I di Hainaut   |  |  |       |  |  |                           |  |  |                           |  |
|                          |                       | Giovanna di Hainaut        | Guglielmo I di Hainaut   |  |  |       |  |  |                           |  |  |                           |  |
|                          |                       | Giovanna di Hainaut        | Giovanna di Valois       |  |  |       |  |  |                           |  |  |                           |  |
| Margherita di Berg       |                       | Giovanna di Hainaut        |                          |  |  |       |  |  |                           |  |  |                           |  |
|                          |                       | Ottone IV di Ravensberg    | Ottone III di Ravensberg |  |  |       |  |  |                           |  |  |                           |  |
|                          |                       | Ottone IV di Ravensberg    | Ottone III di Ravensberg |  |  |       |  |  |                           |  |  |                           |  |
|                          |                       | Ottone IV di Ravensberg    | Edvige di Lippe          |  |  |       |  |  |                           |  |  |                           |  |
| Margherita di Ravensberg |                       | Ottone IV di Ravensberg    |                          |  |  |       |  |  |                           |  |  |                           |  |
|                          |                       | Margherita di Berg-Windeck | Enrico di Berg-Windeck   |  |  |       |  |  |                           |  |  |                           |  |
|                          |                       | Margherita di Berg-Windeck | Enrico di Berg-Windeck   |  |  |       |  |  |                           |  |  |                           |  |
|                          |                       | Margherita di Berg-Windeck | Agnese di Mark           |  |  |       |  |  |                           |  |  |                           |  |
|                          |                       | Margherita di Berg-Windeck |                          |  |  |       |  |  |                           |  |  |                           |  |

### Fonti primarie
- (LA)  Monumenta Germaniae Historica, Scriptores rerum Germanicarum, Nova series, tomus VI.
- (LA)  (NL)  Urkundenbuch für die Geschichte des Niederrheins, Volume 3.
- (LA)  (NL)  WERNHERI TESCHENMACHERI AB ELVERFELDT ANNALES CLIVIAE, JULIAE.

### Letteratura storiografica
- (DE)  Engelbert_III, da Allgemeine Deutsche Biographie
- (DE)  Adolf I. (Graf von der Mark), da Allgemeine Deutsche Biographie